# Вторая битва при Сент-Олбансе
Вторая битва при Сент-Олбансе (англ. Second Battle of St Albans) — сражение английской войны Алой и Белой розы, состоявшееся 17 февраля 1461 года в городе Сент-Олбанс. Армия Йорков под командованием графа Уорика попыталась заблокировать дорогу в Лондон к северу от города. Армия их противников Ланкастеров осуществила масштабный обход с фланга, чтобы неожиданно напасть на Уорика, отрезать его от Лондона и выбить его армию из укрепления. К тому времени Ланкастеры уже освободили слабосильного короля Генриха VI, бывшего пленником Уорика. Тем не менее, в конечном счёте они не смогли воспользоваться плодами своей победы.

## Предыстория
Война Алой и Белой розы велась между сторонниками дома Ланкастеров, возглавляемого психически неуравновешенным королём Генрихом VI, и сторонниками дома Йорков, возглавляемого Ричардом, герцогом Йоркским. Он был уважаем за искусное управление государственными делами, и многие считали, что он вправе притязать на престол.
После нескольких вооружённых столкновений и попыток примирения Йорк со своими сторонниками в конечном счёте открыто восстал  в 1459 году. В битве при Нортгемптоне в 1460 году силы Йорков во главе с графом Уориком разгромили армию Ланкастеров и захватили  в плен короля Генриха VI, который не принимал в ней участие.